# Diritti LGBT nel Brunei
L'omosessualità in Brunei è illegale e l'atto sessuale tra due persone dello stesso sesso viene ufficialmente punito con la pena di morte dal 2019. Poco dopo l'introduzione della pena di morte per questo reato, nel maggio 2019, il sultano del Brunei ha istituito una moratoria alla legge, sospendendo temporaneamente l'applicazione della pena di morte.

## Tabella riepilogativa
| Atti omosessuali legali                                                                                              | No |
| Egual Età del consenso                                                                                               | No |
| Leggi anti-discriminazione sul lavoro                                                                                | No |
| Leggi anti-discriminazione nella fornitura di beni e servizi                                                         | No |
| Leggi antidiscriminatorie in tutti gli altri settori (inclusa la discriminazione indiretta e le espressioni di odio) | No |
| Matrimonio fra persone dello stesso sesso                                                                            | No |
| Riconoscimento delle coppie dello stesso sesso                                                                       | No |
| Adozione da parte di single e coppie dello stesso sesso                                                              | No |
| Possibilità per i gay di servire nelle forze armate                                                                  | No |
| Diritto di cambiare legalmente identità di genere                                                                    | No |
| Maternità surrogata commerciale                                                                                      | No |
| Accesso ala fecondazione in vitro per le lesbiche                                                                    | No |
| Possibilità per gli uomini omosessuali di essere donatori di sangue                                                  | No |
| Genitorialità automatica per entrambi i coniugi dopo la nascita                                                      | No |